# Unai Etxebarria

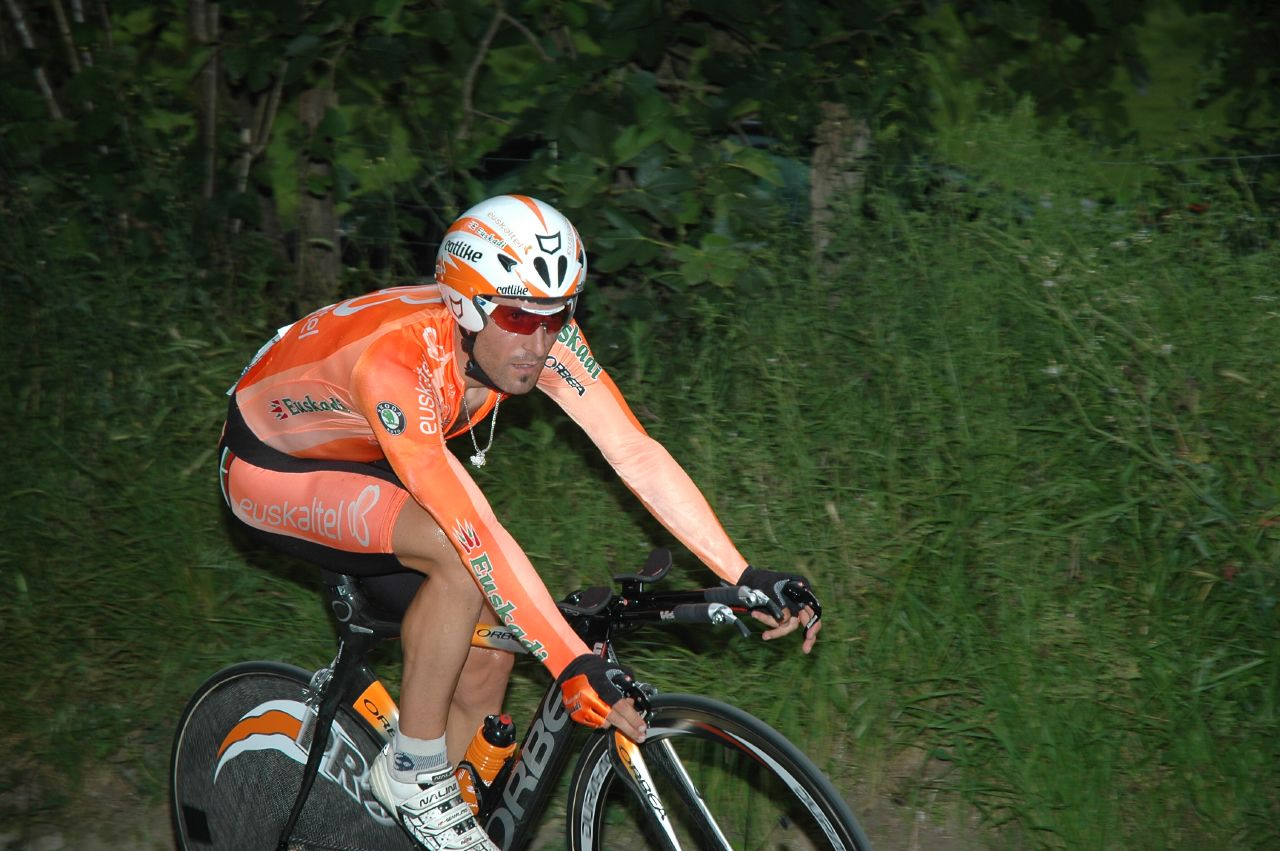
Unai Etxebarria bei der Euskal Bizikleta 2007

Unai Etxebarria Arana (* 21. November 1972 in Caracas) ist ein ehemaliger venezolanischer Radrennfahrer.

## Leben
Unai Etxebarria begann seine Karriere 1996 bei dem baskischen Radsportteam Euskadi, bei dem er bis zu seinem Karriereende bleibt. Normalerweise nahm die Mannschaft nur Fahrer aus dem Baskenland unter Vertrag, da aber seine Eltern Basken sind, kam er trotzdem ins Team. Seinen ersten Erfolg feierte er 1998 bei der Portugal-Rundfahrt, als er zwei Etappen für sich entschied. 
In der Saison 2000 konnte er dann eine Etappe bei der Setmana Catalana und den Klasika Primavera gewinnen. Im Sommer 2001 gewann er eine Etappe der Dauphiné Libéré und kam dadurch kurze Zeit später in den Tour-de-France-Kader. Seinen bisher größten Erfolg feierte er 2003, als er eine Etappe der Vuelta a España gewann. 2004 startete er bei den Olympischen Sommerspielen in Athen im Straßenrennen und belegte Platz 31. Seinen letzten Sieg errang er beim Trofeo Calvia 2007.
Nach der Saison 2007 beendete Etxebarria seine Karriere.

## Erfolge
1998
- zwei Etappen Portugal-Rundfahrt

2000
- Klasika Primavera

2001
- eine Etappe Dauphiné Libéré

2003
- eine Etappe Vuelta a España

2004
- Gran Premio de Llodio
- Trofeo Calvia

2007
- Trofeo Calvia

## Teams
- 1996–2007 Euskaltel